# Shar Pourdanesh
Shahriar Pourdanesh (nacido el 19 de julio de 1970 en Teherán, Irán) es un exjugador de fútbol americano que jugó en la NFL y la CFL para los Washington Redskins, Pittsburgh Steelers y Oakland Raiders en la posición de offensive tackle de 1993 hasta 2001, cuando tuvo una severa lesión en una rodilla lo forzó a retirarse. 
En preparatoria jugó para la escuela University High School en Irvine, California.
Fue seleccionado como All-America, y fue capitán del equipo de Nevada. 
Después de graduarse de Nevada, firmó un contrato por un año con los Cleveland Browns en 1993, cuando eran dirigidos por Bill Belichick. Al año siguiente firmó para los Baltimore Stallions de la CFL de 1994 a 1995, donde fue nominado como All-Star y ganó el premio al liniero ofensivo más sobresaliente de la CFL en 1994 (fue el primer novato en lograrlo), y fue miembro del equipo campeón de la Grey Cup en 1995. Es el único jugador nacido en Irán que ha participado en la historia de la NFL. Al final de su carrera como profesional tuvo más de 80 partidos jugados en total, tanto en la NFL como en la CFL. 
Fue elegido para el Salón de la Fama de la Universidad de Nevada en 2005. 
Shar ahora es presidente de una compañía llamada Óptima Loan Modification en Laguna Hills, California.